# Bhoppanadu, Sira
Bhoppanadu là một làng thuộc tehsil Sira, huyện Tumkur, bang Karnataka, Ấn Độ.